# برايان جونز (لاعب كرة قدم أمريكية)
برايان جونز (بالإنجليزية: Brian Jones)‏ هو لاعب كرة قدم أمريكية أمريكي، ولد في 2 يوليو 1980 في تشيكو في الولايات المتحدة.

## وصلات خارجية
- برايان جونز على موقع JustSportsStats.com (الإنجليزية)
- برايان جونز على موقع كلية كرة القدم في سبورتس رفرنس.كوم (الإنجليزية)